# استیو کوکسون
استیو کوکسون (انگلیسی: Steve Cookson؛ زادهٔ ۱۹ فوریهٔ ۱۹۷۲) بازیکن فوتبال اهل بریتانیا است.
از باشگاه‌هایی که در آن بازی کرده‌است می‌توان به باشگاه فوتبال تورکی یونایتد اشاره کرد.